# Rio Palmones

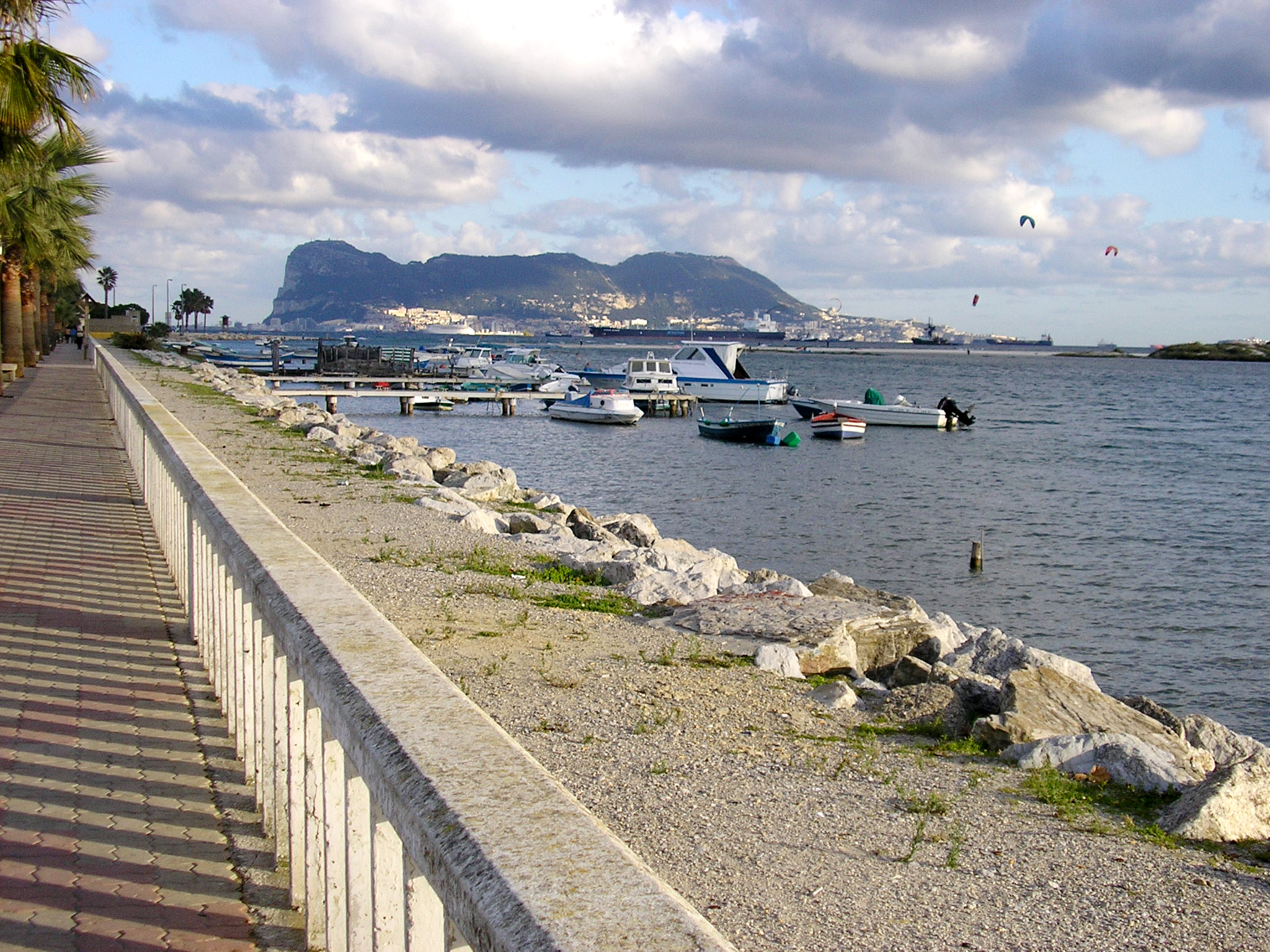
Foz do Palmones

Rio Palmones (em castelhano: Río Palmones) é um rio da província de Cádis, na costa sudeste da Espanha. Sua origem está em Lomas de Castanho, na Serra Blanquilla, e flui por cerca de 37 quilômetros (23 milhas) na baía de Gibraltar, ao norte da cidade de Algeciras, no bairro de Palmones. A Batalha do Palmones aconteceu aqui em 1342.